# Gerd von Rundstedt
Karl Rudolf Gerd von Rundstedt (12. prosince 1875, Aschersleben – 24. února 1953, Hannover) byl jeden z nejschopnějších německých velitelů druhé světové války. Z jejího hlediska byl příslušníkem tzv. „staré školy“ generálů, kteří měli zkušenosti z první světové války; věkem i služebně byl vůbec jedním z nejstarších a nejzkušenějších vojevůdců. Úspěšně velel skupině armád Jih při obsazení Polska a jako velitel skupiny armád A je společně s Mansteinem a Guderianem považován za dobyvatele Francie. Dne 19. července 1940 dosáhl nejvyšší vojenské hodnosti polního maršála (Generalfeldmarschall). Při operaci Barbarossa velel skupině armád Jih, která dobyla a obsadila většinu Ukrajiny a postoupila až k řece Don.

## Život
Svou velmi úspěšnou vojenskou kariéru nastoupil již na konci 19. století. Během první světové války byl vojenským poradcem turecké armády. Po válce byl od roku 1919 až do roku 1935 ve službách německé říšské obrany – Reichswehru. V roce 1938 však odešel do výslužby, neboť se cítil uražen falešným obviněním z homosexuality.
Do aktivní služby se vrátil až v září 1939, kdy velel úspěšně skupině armád Jih při útoku na Polsko. Po úspěšném dobytí Polska v následujícím roce podpořil Mansteinův plán Fall Gelb na dobytí a porážku Francie.
19. července 1940 byl povýšen do hodnosti polního maršála a byla mu svěřena skupina armád Jih při operaci Barbarossa. Od počátku důrazně odmítal Hitlerův plán rozpracovat ofenzívu do nitra Ruska v průběhu následujícího zimního období. Rundstedt odmítal jeho rozkaz neustupovat z dosažených pozic a striktně požadoval stažení svých jednotek směrem na západ. Na přímý rozkaz Hitlera, však úspěšně pokračoval v ofenzívě a koncem října dobyl strategicky významný Charkov. Jeho skupina armád byla poté stále úspěšná a do konce listopadu dosáhla k Azovskému moři a obsadila Rostov na Donu. Sověti však brzy toto město osvobodili. Následně Rundstedt požádal Hitlera, aby mu opět povolil ústup. Tato další intervence však vůdce natolik rozzuřila, že jej zbavil velení skupiny armád a nahradil jej velitelem 6.armády Waltrem von Reichenauem.
V březnu 1942 byl však povolán z výslužby zpět a jmenován velitelem obrany na západě, kde vedl budování Atlantického valu. Zpočátku rozpracoval hlavní strategii sám, později za spoluúčasti maršála Erwina Rommela. Během plánování další mohutné německé ofenzívy v létě 1942 operace Blau, nesouhlasil společně s dalšími generály staré školy s rozdělením útoku na dva hlavní směry – Kavkaz a Stalingrad. Považoval frontové linie za příliš dlouhé a rozsáhlé. Z tohoto důvodu považoval za velmi rizikové obranu a krytí útočících křídel, které měly zajistit vojska druhého sledu, což se později nejen u Stalingradu plně prokázalo.
Po spojenecké invazi 6. června 1944 se Rundstedt s Rommelem i přes prudké profesionální spory v oblasti strategie a také osobní nevraživosti shodovali na tom, že je válka ztracena a že je nutné co nejrychleji uzavřít separátní mír. Za tyto své opakované požadavky byl krátce po spojeneckém vylodění odvolán z funkce a nahrazen polním maršálem Klugem.
Po neúspěšné operaci Valkýra 20. července 1944 byl společně s Keitelem a Guderianem členem tzv. důstojnického soudu, který měl nařízeno, aby označil všechny důstojníky podezřelé ze spiknutí, nebo potenciální nesympatizanty Adolfa Hitlera. Na základě mnoha neověřených podkladů, pomluv a domněnek bylo tímto způsobem předáno k lidovému soudu Rolanda Freislera stovky důstojníků, který podezřelé osoby odsoudil převážně k trestu smrti.
Když se v srpnu 1944 fronta začala hroutit a Günther von Kluge spáchal sebevraždu, byl povolán zpět do služby. Brzy dosáhl svého posledního velkého vítězství, když zmařil Montgomeryho příliš velkoryse naplánovanou a špatně provedenou operaci Market Garden. I přes počáteční úspěch si byl dobře vědom toho, že jde o labutí píseň jeho armády. Přestože vedl bitvu v Ardenách, nevěřil jí a zoufale se pokoušel Hitlera přesvědčit, že je odsouzena k neúspěchu. Bitva v Ardenách nakonec skutečně skončila porážkou. V březnu 1945, poté co spojenci obsadili železniční most přes Rýn ve městě Remagen, byl Hitlerem definitivně odvolán pro údajné „poraženectví“.
Dne 1. května 1945 byl polní maršál zajat americkou armádou. Poté byl předán sovětům a následně deportován do Walesu, kde jej vyslýchali také Britové. Přestože byl v říjnu 1941 nadřízeným Walthera von Reichenaua, který vydal rozkaz k vyhlazení části Bílé Cerekve, nebyl Rundstedt obviněn a postaven před mezinárodní soud v Norimberku. Jedním z důvodů byl zřejmě také jeho vážný zdravotní stav, neboť již před dobytím Rostova prodělal srdeční záchvat. Podle vrchního velitele spojeneckých armád Dwighta Eisenhowera se jednalo vůbec o nejschopnějšího německého vojevůdce za celé období války. Ze zajetí byl propuštěn na svobodu v roce 1948 a dne 24. února 1953 zemřel ve věku 77 let v německém Hannoveru.

## Shrnutí vojenské kariéry

### Data povýšení
- Fähnrich – 1891
- Sekondeleutnant – 17. červen 1893
- Oberleutnant – 12. září 1902
- Hauptmann – 24. březen 1907
- Major – 28. listopad 1914
- Oberstleutnant – 1. říjen 1920
- Oberst – 1. únor 1923
- Generalmajor – 1. listopad 1927
- Generalleuntant – 1. březen 1929
- General der Infanterie – 1. říjen 1932
- Generaloberst – 1. březen 1938
- Generalfeldmarschall – 19. červenec 1940

### Významná vyznamenání
- Rytířský kříž železného kříže (1. držitel) – 30. září 1939
- Dubové ratolesti k Rytířskému kříži železného kříže (519. držitel) – 1. červenec 1944
- Meče k Rytířskému kříži železného kříže (133. držitel) – 18. února 1945
- Spona k Pruskému železnému kříži I. třídy – 21. září 1939
- Spona k Pruskému železnému kříži II. třídy – 16. září 1939
- Pruský železný kříž I. třídy (1. světová válka)
- Pruský železný kříž II. třídy (1. světová válka)
- Domácí řád Hohenzollernů s meči (1. světová válka)
- Kříž cti
- Sudetská pamětní medaile
- Královský pruský řád koruny IV. třídy (1. světová válka)
- Rytířský kříž sasko-výmarského domácího řádu II. třídy (1. světová válka)
- Královský pruský řád červené orlice IV. třídy (1. světová válka)
- Rytířský kříž sasko-arnoštského řádu I. třídy (1. světová válka)
- Schwarzenburský čestný kříž III. kříž (1. světová válka)
- Pamětní medaile císaře Viléma (1. světová válka)
- Waldecký záslužný kříž IV. třídy (1. světová válka)
- Královský bavorský válečný záslužný řád IV. třídy s meči (1. světová válka)
- Rytířský kříž královského saského Albrechtova řádu s meči (1. světová válka)
- Královský bavorský válečný záslužný kříž I. třídy (1. světová válka)
- Válečný záslužný kříž (1. světová válka)
- Rakouský válečný záslužný kříž III. třídy s válečnou dekorací (1. světová válka)
- Turecký železný půlměsíc (1. světová válka)
- Pruský služební kříž (1. světová válka)

 |  |  |  Služební vyznamenání Wehrmachtu od IV. až do I. třídy s dubovými listy
- Dubové ratolesti ke služebnímu vyznamenání wehrmachtu I. třídy
- Velkokříž královského uherského záslužného řádu – 11. srpen 1937
- Řád italské koruny, velkokříž ( 7. červen 1938)
- Řád Michala Chrabrého, III. třídy – 19. září 1941
- Řád Michala Chrabrého, II. třídy – 19. září 1941
- Řád Michala Chrabrého, I. třídy – 1. září 1942
- Královský jugoslávský řád II. třídy – 6. červenec 1938
- Zmíněn ve Wehrmachtbericht: 6. srpen 1941; 8. srpen 1941; 19. září 1941; 11. říjen 1941; 12. říjen 1941; 10. září 1943